# Ba Tư Cáp
Ba Tư Cáp (chữ Hán: 巴思哈, 6 tháng 1 năm 1633 – 28 tháng 3 năm 1661), Ái Tân Giác La, là một Tông thất của nhà Thanh trong lịch sử Trung Quốc.

## Cuộc đời
Ba Tư Cáp sinh vào giờ Mùi, ngày 26 tháng 11 (âm lịch) năm Thiên Thông thứ 6 (1633) trong gia tộc Ái Tân Giác La. Ông là con trai thứ năm của Khắc Cần Quận vương Nhạc Thác, cháu nội của Lễ Liệt Thân vương Đại Thiện và là chắt của Thanh Thái Tổ Nỗ Nhĩ Cáp Xích. Mẹ ông là Kế Phúc tấn Nạp Lạt thị, con gái của Ngô Nhĩ Cổ Đại và Mãng Cổ Tế, cũng chính là cháu ngoại của Nỗ Nhĩ Cáp Xích.
Năm Sùng Đức thứ 4 (1639), tháng giêng ông được phong là Trấn quốc Tướng quân (镇国将军). Đến tháng 11 năm Thuận Trị thứ 6 (1649), được tiến phong làm Bối lặc. Năm Thuận Trị thứ 9 (1652), ông theo Kính Cẩn Thân vương Ni Kham chiến đấu ở Hồ Nam, nhờ công lao mà được ban thưởng Mãng y, yên ngựa và cung tên. Ni Kham tử trận ở Hành Châu, Bối lặc Truân Tề thay mặt nhậm chức Định Viễn Đại tướng quân, Ba Tư Cáp hội quân cùng với Truân Tề từ Vĩnh Châu tiến nhanh về Bảo Khánh, đánh bại quân địch ở Chu gia pha.
Năm thứ 11 (1654), triều đình tiến hành truy luận lại việc Ni Kham tử trận, ông bị cách tước vì không đưa quân cứu viện kịp thời. Năm thứ 12 (1655), ông lại được phong làm Đô thống Mãn Châu Tương Hồng kỳ. Sau đó được ban phẩm cấp Trấn quốc công. Năm thứ 15 (1658), ông theo Tín Quận vương Đa Ni chinh phạt Vân Nam. Tiến quân nhanh đến Quý Châu và đại bại quân địch ở đây. Một năm sau (1659), ông tiếp cận Hội thành ở Vân Nam, cùng với Bối lặc Thượng Kiến trấn thủ Ngọc Long quan của Nam Châu và Đằng Việt của tỉnh Vĩnh Xương. Nhờ công lao, ông được thưởng mãng bào và yên ngựa. Năm thứ 17 (1660), quân đội khải hoàn trở về. Truy luận tội dung túng quân gây rối dân chúng ở Vĩnh Xương, ông bị giáng xuống phẩm cấp Trấn quốc Tướng quân. Ông mất vào giờ Dần, ngày 28 tháng 2 (âm lịch) năm Thuận Trị thứ 18 (1661) khi mới 30 tuổi.

## Gia đình
- Cha: Truy phong Khắc Cần Quận vương Nhạc Thác
- Mẹ: Kế Phúc tấn Nạp Lạt thị, con gái của Ngô Nhĩ Cổ Đại và Mãng Cổ Tế, cháu ngoại của Nỗ Nhĩ Cáp Xích.

### Thê thiếp
- Đích Phu nhân: Bác Nhĩ Tế Cát Đặc thị (博爾濟吉特氏), con gái của Khinh xa đô úy Lạt Lý Phổ Tích Hy (喇里普锡禧).
- Thứ thiếp: Bái Ước thị (拜約氏), con gái của Tát Lạt Kỳ Tha Đặc (萨喇奇他特).

#### Con trai
1. Cung Độ (恭度; 1652 – 1660), mẹ là Bác Nhĩ Tế Cát Đặc thị. Chết yểu.
2. Cố Khắc Độ Hồn (固克度渾; 1656 – 1665), mẹ là Bác Nhĩ Tế Cát Đặc thị. Năm 1660, sau khi Ba Tư Cáp qua đời thì được tập phẩm cấp Trấn quốc Tướng quân. Mất sớm.
3. Khố Khắc Tố Hồn (庫克素渾; 1661 – 1712), mẹ là Bác Nhĩ Tế Cát Đặc thị. Năm 1663 được tập tước Tam đẳng Phụng quốc Tướng quân. Năm 1673 ban phẩm cấp Tam đẳng Phụ quốc Tướng quân. Năm 1695, nhân bệnh tật mà cáo thối phẩm cấp Phụ quốc Tướng quân. Có 14 con trai.
4. Khắc Phổ Tác Hoan (克普索歡; 1661 – 1662), mẹ là Bái Ước thị. Chết yểu.